# La Crise du logement (film, 1955)
Pour le film muet américain de 1922, voir La Crise du logement (film, 1922).
Pour plus de détails, voir Fiche technique et Distribution.
La Crise du logement est un film documentaire français de court métrage réalisé en 1955 par Jean Dewever et sorti en 1956.

## Synopsis
La situation désastreuse d'une partie de l'habitat français au cours des années 1950, notamment à Paris, et les conséquences de cette crise sur la population.

## Fiche technique
- Titre : La Crise du logement
- Réalisation : Jean Dewever
- Commentaire dit par Françoise Fechter et Roland Ménard
- Photographie : Roger Montéran
- Son : Jacques Lebreton
- Musique : René Cloërec
- Montage : Geneviève Cortier et Maryse Barbut-Siclier
- Production : OKA Films
- Durée : 24 minutes
- Date de sortie : 
  - France : 1956

## Récompense
- 1956 : Prix Louis-Lumière